# Тетерів
Те́терів — річка в Україні, на Придніпровській височині й Поліссі. Права притока Дніпра (впадає в Київське водосховище).

## Загальні дані

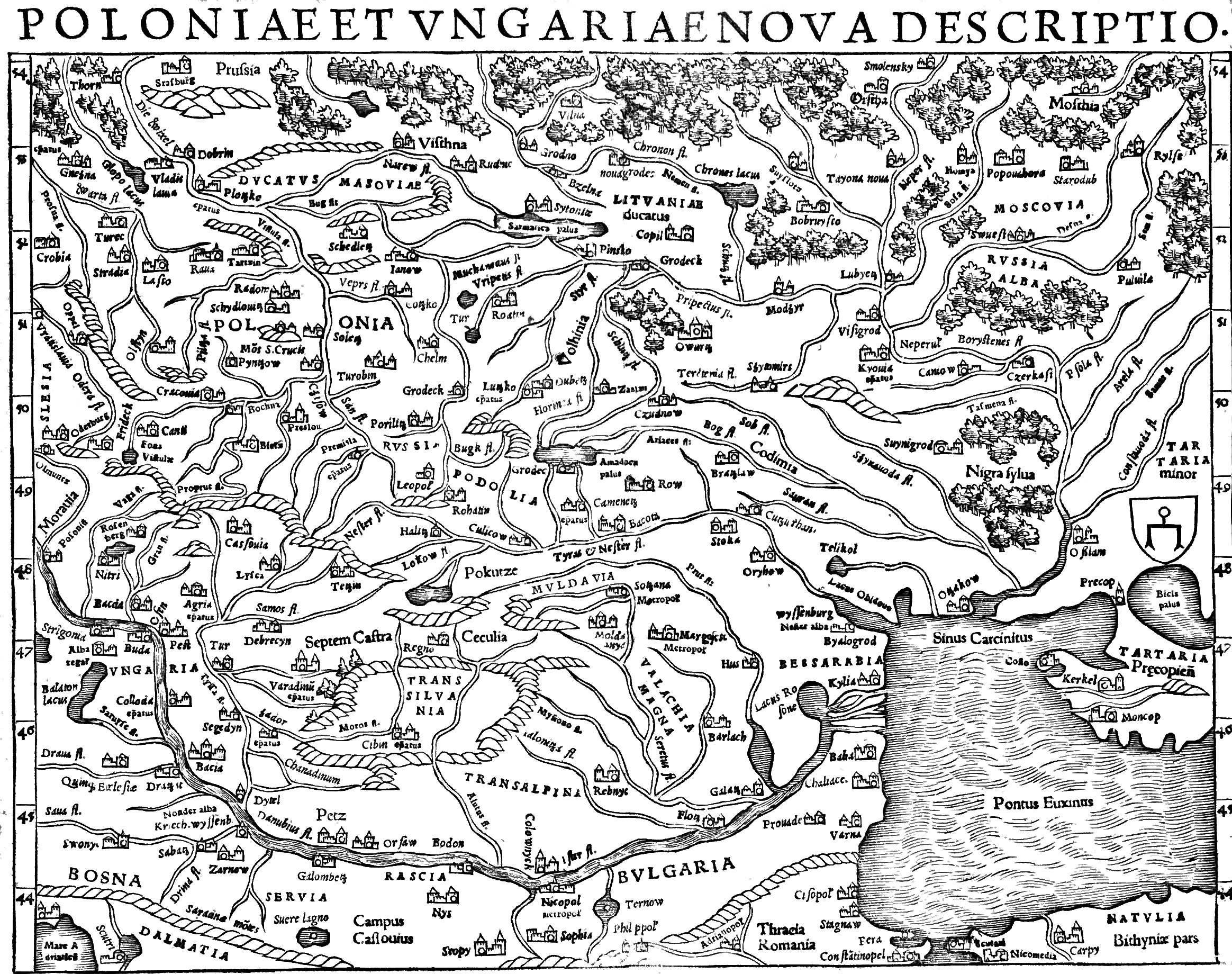
Тетерів (Teretenia), поряд з містом Житомир (Shytomirs) на карті Себастьяна Мюнстера, 1554 рік

Довжина 385 км, площа басейну 15300 км². Тече в межах Житомирського району Житомирської області та Бучанського і Вишгородського районів Київської області.
Витоки розташовані неподалік від межі Житомирської і Вінницької областей, на південь від села Носівки, на висоті 299 м. У деяких місцях Тетерів має характер гірської річки, адже верхів'я Тетерева розташовані в межах Подільської височини.

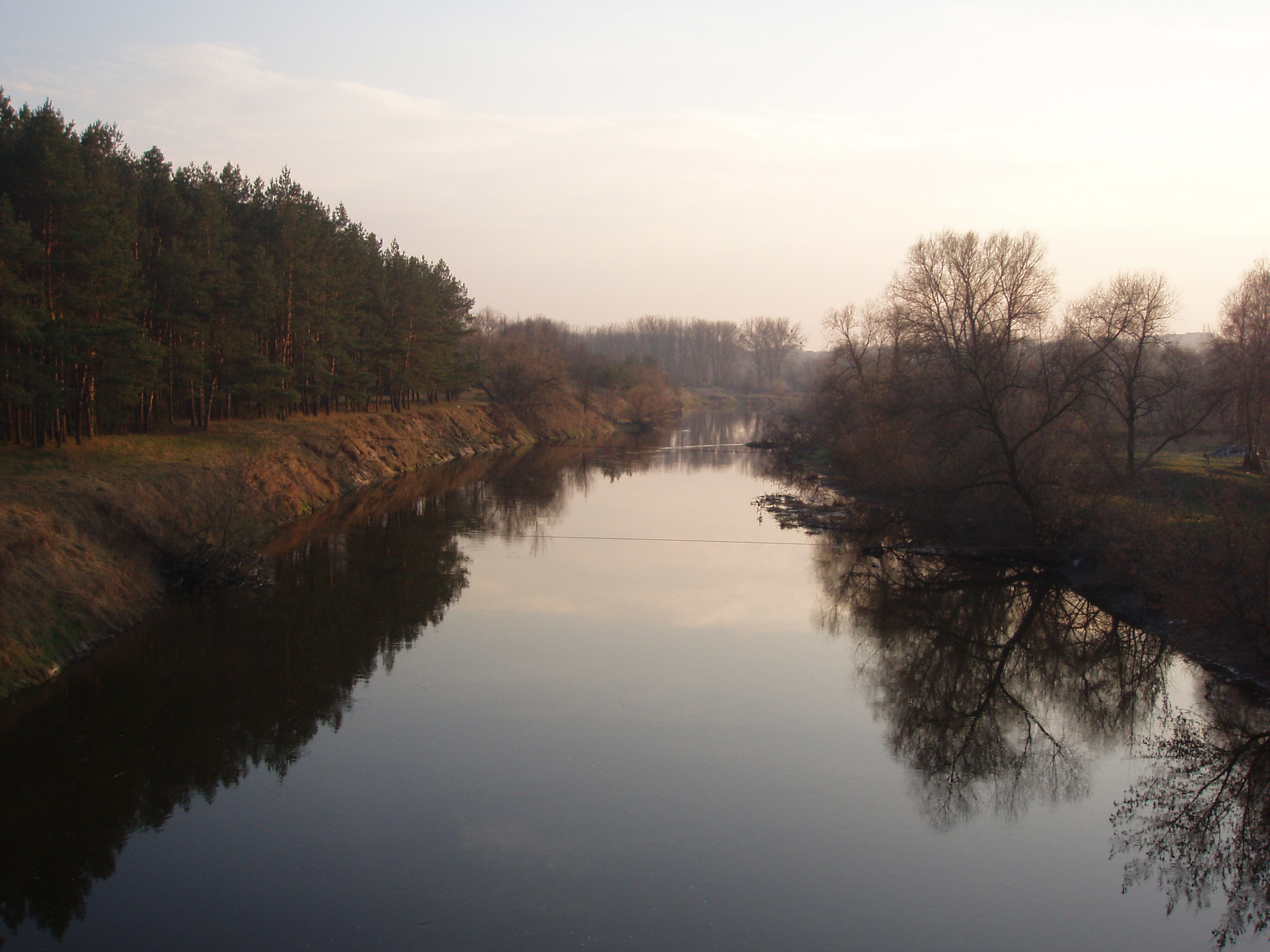
Тетерів на околиці Коростишева, сутінки на початку весни, 4 квітня 2009 року
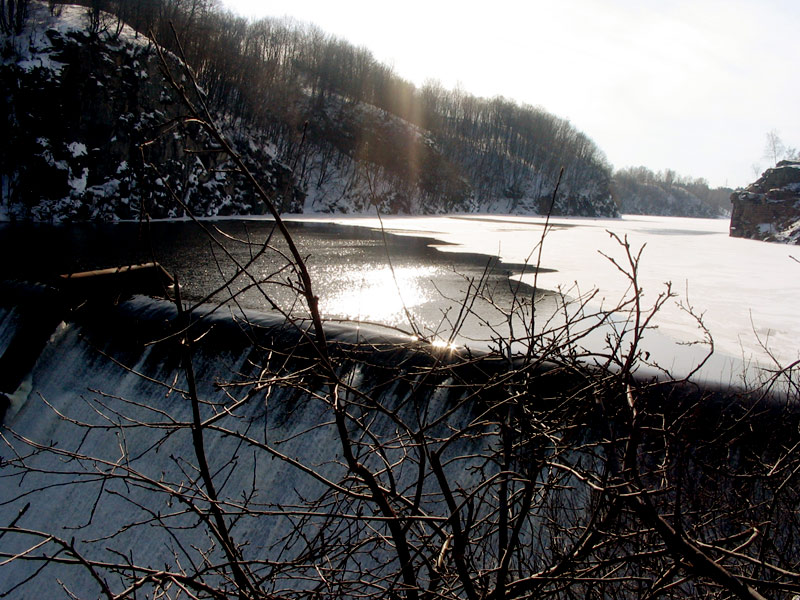
Тетерів навесні. Гребля в Житомирі, біля «Голови Чацького»
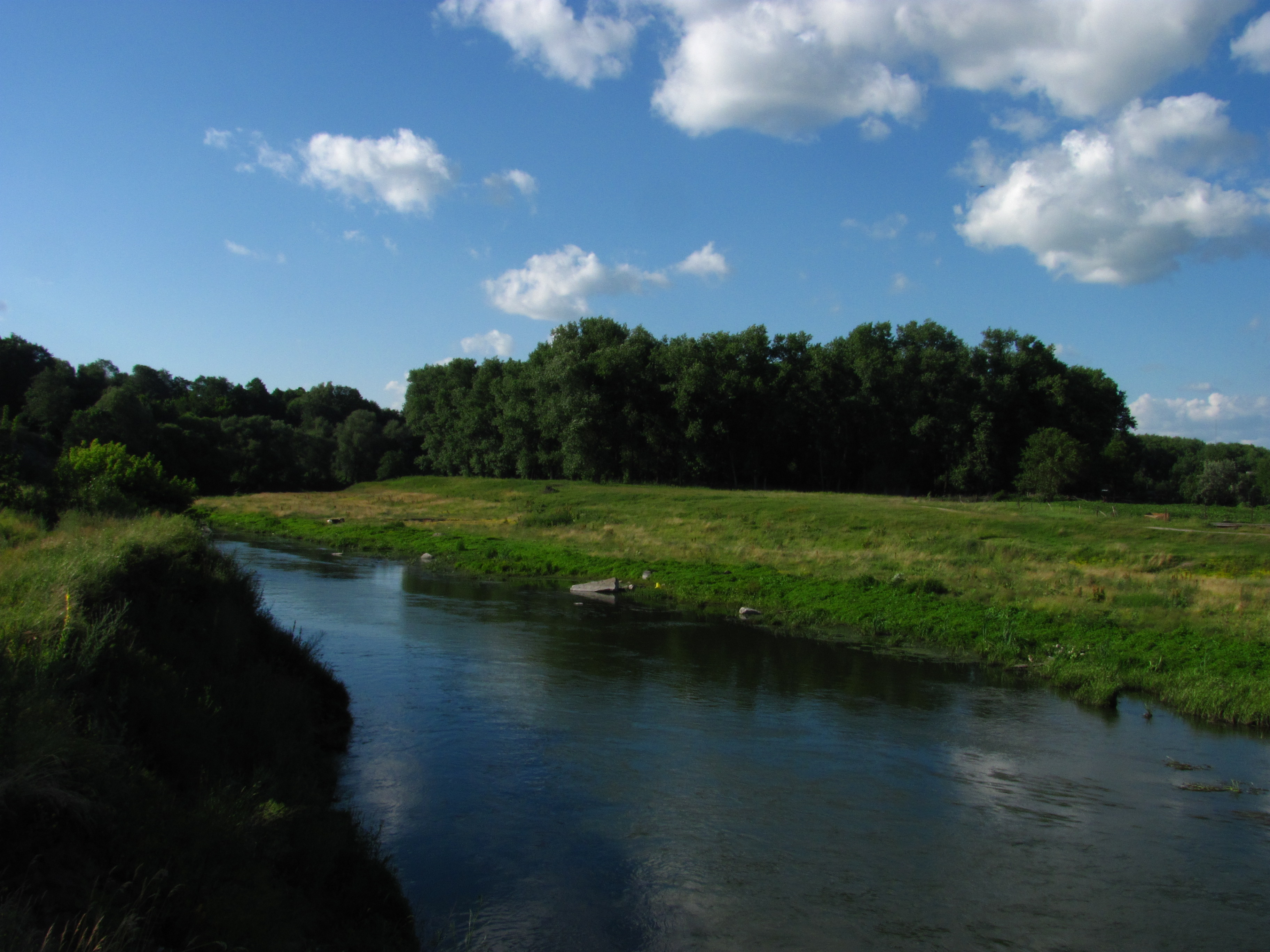
Тетерів у районі Коростишева

## Геологічна будова

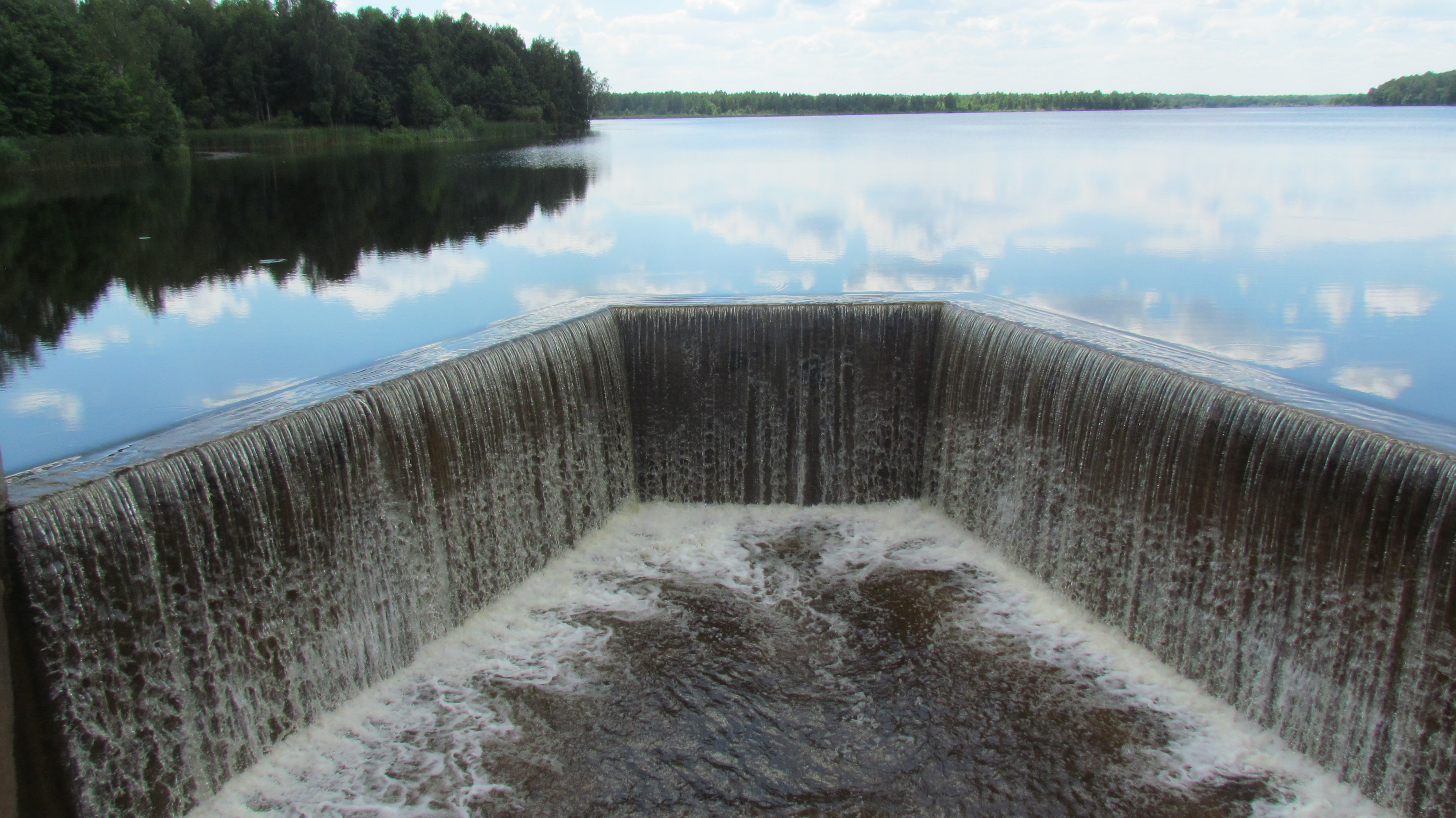
Санітарна гребля й Тетерівське водосховище

Геологічна будова берегів Тетерева досить різноманітна. Вже на початку свого витоку (20 км), починаються гранітні утворення, прикриті пісками і лесом. Скелі різних змінюваних кристалічних порід супроводжуються з обох боків, і в деяких місцях сягають значної висоти (Житомир), утворюючи мальовничі ущелини зі стрімкими стінами, — до міста Радомишль і трохи нижче. Місцями трапляються в досить значній кількості звичайний граніт (гирло Кам'янки), а біля села Козіївка серед гранітів розташоване єдине в краї родовище кристалічного вапняка (справжній мармур), скелі якого утворюють дно та правий берег річки. У районі Радомишля береги містять корисні копалини у вигляді залізної руди. У стародавні часи в Радомишлі виникла рудня для переплавляння руди. Місцевість ця і до сьогодні носить офіційну назву «Рудня».
У районі Житомира та Коростишева річка має скелясті береги. У Житомирі завдяки скелястим берегам побудовано водосховище та електростанцію. Від Козіївки Коростишівського району до Радомишля річка протікає вузькою долиною з крутими схилами та в'юнким руслом у межах Українського кристалічного масиву. Річище порожисте. За переказами старожилів Радомишля та дослідників міста Тетерів багато разів змінював своє річище. Доказом того існують старі канали, які свідчать про те, що в різні історичні періоди вони були руслом Тетерева. В Радомишлі лівий берег Тетерева крутий і схилистий, а правий берег рівний. Після Радомишля перед селом Березці на Тетереві є природні гранітні утворення. Жителі Радомишля влітку використовують цю місцевість як пляж.

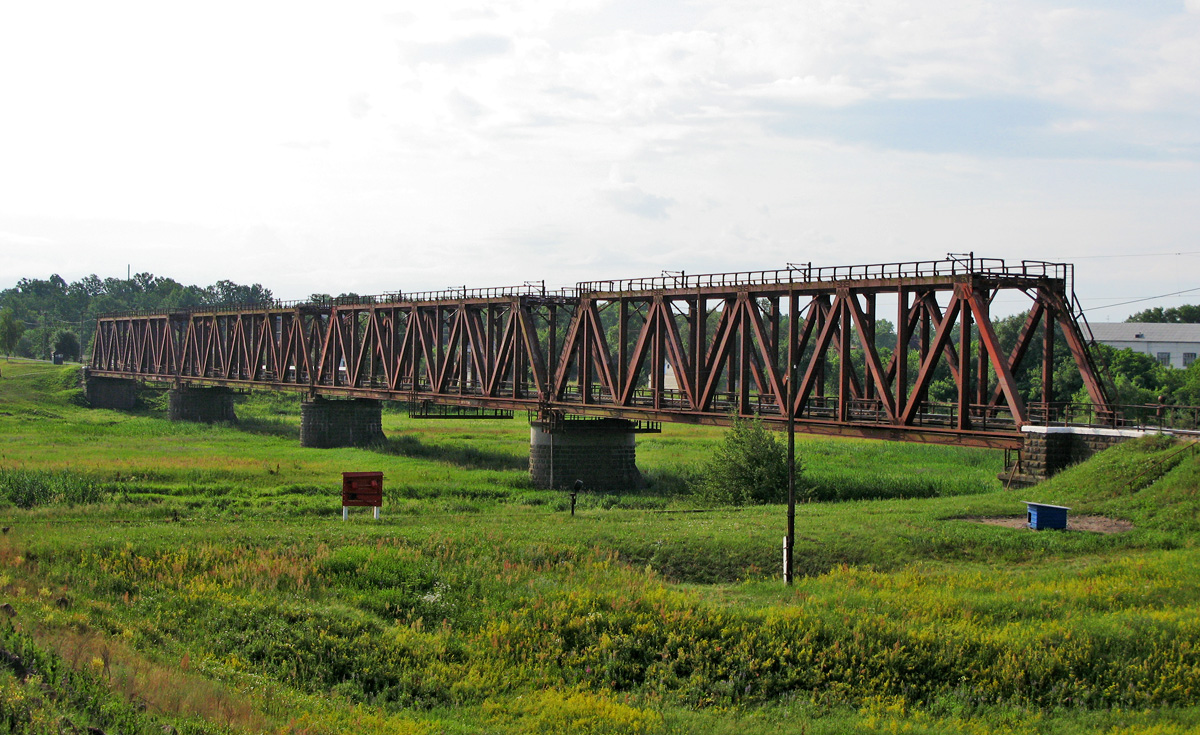
Міст через Тетерів біля Пісківки

На ділянці нижньої течії, після смт Пісківка Тетерів набуває ознак типової рівнинної річки із численними меандрами, старицями і затоками. У пониззі, в межах Полісся, долина Тетерева розширюється до 4 км, ширина річища 40—90 м.
Основне живлення — снігове і дощове. Тетерів творить багато протоків і рукавів; декотрі глухі рукави влітку пересихають, а головне русло часто змінює своє розташування. Замерзає річка приблизно 20 листопада і звільняється від криги в середині березня. Весняна повінь підвищує рівень річки на 2-5 метри, в ширину розливається місцями на декілька кілометрів, затоплюючи низинні береги. Період повновіддя досить довгий — до 1 червня. У цей час річка стає сплавною від села Вишевичі до гирла протягом 150 км. За архівними свідченнями, по ній сплавляли до 800 плотів за сезон.

## Притоки

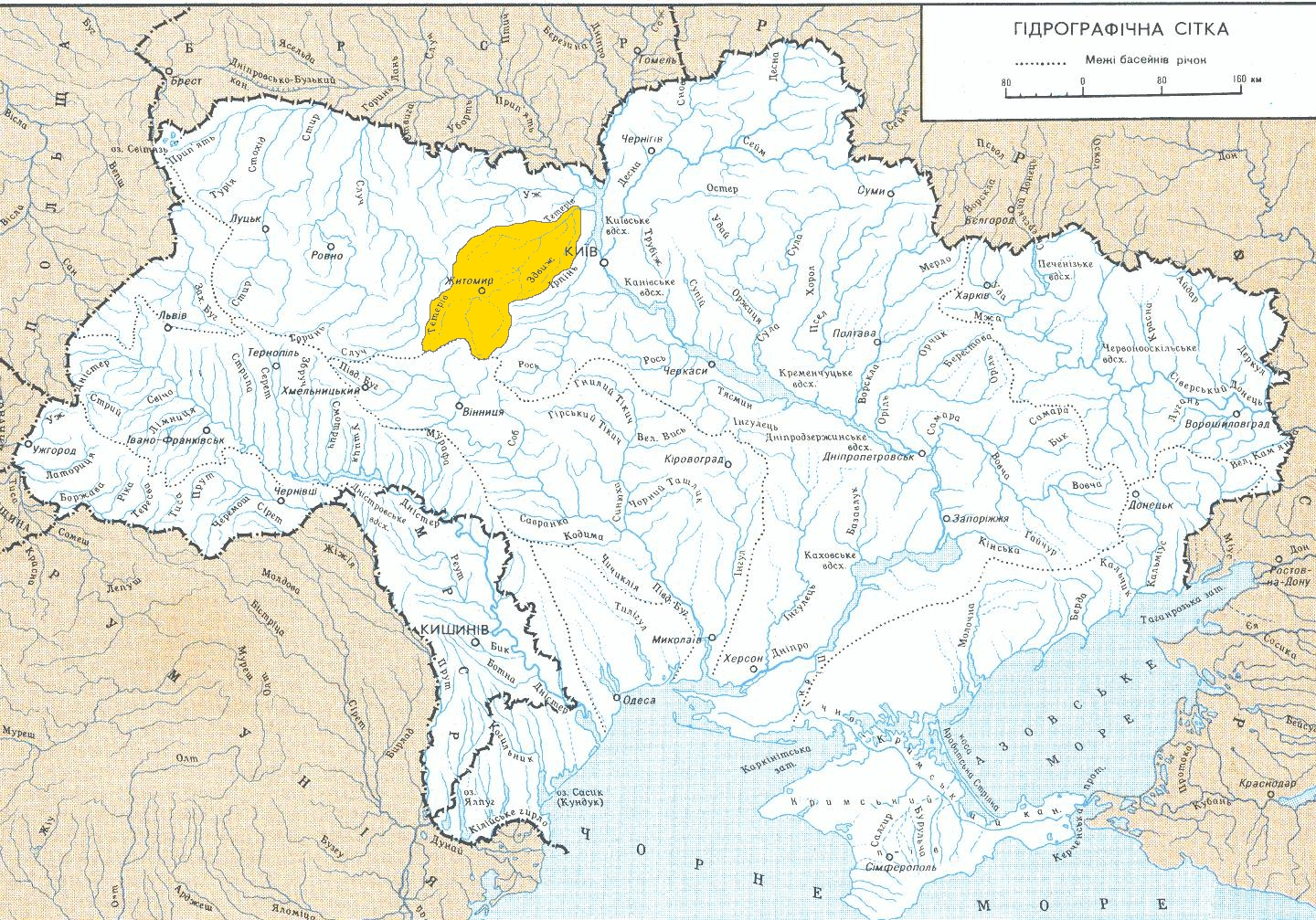
Басейн річки Тетерів на гідрографічній мапі України

### Праві
Кобилиха, Тетерівка, Глибочок, Коща, Гнилоп'ять, Гуйва, Русятинка, Дорогинка, Коханівка, Ів'янка, Кричанка, Дубовець або Вилія, Білка, Кодра, Пісківка, Таль, Здвиж.
Гнилий потік — невеликий потік у Глибочицькій громаді. Бере початок на північному заході від с. Смолівка. Тече переважно на північний захід, впадає у Тетерів на північно-східній околиці с. Малі Кошарища.
Гремляга — невеликий потік у Романівському районі Житомирської області. Починається на північному заході від Микільська. Тече переважно на північний захід через Грем'яче і впадає у Тетерів на північно-східній околиці Карвинівки.
Донець (Великі Лози) — річка у Старосілецькій сільській громаді Житомирського району Житомирської області. Бере початок у лісі на заболоченій місцевості неподалік від автомобільної траси Київ — Чоп М06. Тече переважно на північний захід і проти села Городське впадає в річку Тетерів, праву притоку Дніпра.. На лівому березі річки з південної сторони від села Городське розташований Свято-Духівський чоловічий монастир.
Тетинець — річка у Тетерівській сільській та Романівській селищній громадах Житомирського району. Бере початок на північному сході від Микільська. Тече переважно на північний захід через урочище Тетинець і впадає у тетерів на південно-східній околиці Годихи
Чамишель — невеликий потік у Чуднівській громаді Житомирської області. Починається біля с. Городище, тече переважно на північний захід і впадає у Тетерів у с. Дубище
Без назви  — річка у Чуднівському районі Житомирської області. Протікає через село Бабушки. Довжина річки 11 км, площа басейну — 28,3 км². Впадає до Тетерева на відстані 286 км від його гирла
Без назви — річка у Житомирському районі Житомирської області. Довжина річки 10 км, площа басейну — 14,8 км². Протікає у м. Чуднів. Впадає до Тетерева на відстані 283 км від його гирла.

### Ліві
Сивка, Ібр, Будичина, Олешка, Лісова, Годинка, Шийка, Бобрівка, Перлівка, Кам'янка, Мала Путятинка, Калинівка, Холодна, Синка, Левча, Мика, Глухівка, Межерічка, Мироч, Вирва, Ірша, Равка, Гуче, Замочек, Парня, Кропивня, Жерева, Любша, Болотна, Тернява, Хочева.
Заруддя — річка у Радомишльській міській і Вишевицькій сільській громадах Житомирського району Житомирської області. Починається на південному сході від села Ходори. Тече переважно на південний схід через село Красносілка і впадає у Тетерів а околиці села Межирічка.
Кижинка — річка у Тетерівській сільській громаді Житомирського району Житомирської області. Бере початок на південному заході від Катеринівки. Тече переважно на південний схід і впадає у Тетерів на південному сході від Денишів
Красний — річка у Тетерівській сільській громаді Житомирського району Житомирської області. Бере початок на південному заході від Катеринівки. Тече переважно на південний схід і на південному заході від Корчака впадає у Тетерів.
Крутий Яр — річка у Тетерівській сільській громаді Житомирського району Житомирської області. Бере початок на південному заході від Катеринівки. Тече переважно на південний схід через Корчак і впадає у річку Тетерів.
Перебігла (Перебігля, Перебегла) — річка у Романівському районі Житомирської області. Починається на південному заході від Старочуднівської Гути. Тече переважно на південний схід понад Станіславівкою і впадає у Тетерів на південному заході від Годихи.
Побитівка — річка у Житомирському районі Житомирської області. Бере початок на південному заході від Барашівки. Тече на південний схід і впадає у Тетерів на південно-західній околиці Тетерівки.
Сивка — струмок у Вільшанській сільській громаді Житомирського району Житомирської області. Бере початок на південному сході від Шевченка. Тече переважно на північний схід і впадає у Тетерів у Карпівцях.
Без назви — річка у Житомирському районі Житомирської області. Довжина річки 10 км, площа басейну — 27,8 км². Протікає у с. Карпівці. Впадає до Тетерева на відстані 293 км від його гирла
Без назви — річка у Житомирському районі Житомирської області. Довжина річки 10 км. Площа басейну 23,8 км². Протікає у с. Калинівка. Впадає у Тетерів за 201 км. від його гирла у с. Левків.
Окрім приток, підживлюють Тетерів водою рівчаки та джерела, які у великій кількості витікають із розколин скель і вносять у річку мінеральну цілющу воду, яка містить у собі солі заліза. Уздовж течії русла Тетерева трапляються озера. Зокрема, біля Радомишля розташовується комплекс з п'яти озер, який називається Кам'яне озеро.

## Населені пункти
Важливі міста та села на шляху Тетерева: Житомир, Коростишів, Радомишль, Чуднів, Іванків та Левків.

## Господарське використання
Рибальство на Тетереві не має великого поширення, місцеве населення ловить рибу лише для особистого вжитку. Окрім звичайних видів риб у річці водяться: сом, йорж-носар, марена, синець, підуст. Постійного судноплавства та пристаней на Тетереві немає. Економічне значення річки Тетерів досить велике. Гідроенергетика, водний туризм, рекреація, засоби питної й поливної води, риболовля, заготівля сіна, пасіння худоби та домашньої птиці. Раніше на річці були водяні млини, які мали велике значення для розвитку регіону. Північна частина басейну Тетерева частково забруднена радіонуклідами після Чорнобильської катастрофи на Чорнобильській АЕС 1986. Для захисту малих річок споруджено фільтрувальні греблі.